# Victor Vlad Delamarina (Timiș)
Victor Vlad Delamarina (in passato Satu Mic, in ungherese Lugoskisfalu) è un comune della Romania di 2762 abitanti, ubicato nel distretto di Timiș, nella regione storica del Banato. 
Il comune è formato dall'unione di 7 villaggi: Herendești, Honorici, Pădureni, Petroasa Mare, Pini, Victor Vlad Delamarina, Visag.
Il comune ha assunto l'attuale denominazione in onore del poeta Victor Vlad Delamarina, che qui nacque nel 1870 e morì nel 1896.